# 戸島花
戸島 花（とじま はな、1988年〈昭和63年〉7月11日 - ）は、日本の歌手、タレント。埼玉県出身。ドレスコード所属。吉祥女子中学校・高等学校、亜細亜大学卒業。女性アイドルグループ・AKB48、SDN48の元メンバーである。

## 略歴
- 2005年10月30日、『AKB48オープニングメンバーオーディション』に合格（応募総数7,924名、最終合格者24名）。
- 2005年12月8日、オープニングメンバー候補生のうち20名として、AKB48劇場グランドオープンの舞台に立った（旧チームAに所属）。
- 2008年10月11日、『AKB48 チームA 4th Stage「ただいま恋愛中」リバイバル公演』千秋楽がラストステージになった。
- 2008年11月23日、『AKB48 まさか、このコンサートの音源は流出しないよね?』をもって、AKB48を卒業。ドレスコードに移籍。
- 2010年、プラチカ退社。無所属となる。
- 2011年5月27日、『「見逃した君たちへ」〜AKB48グループ全公演〜』・『SDN48 1st Stage「誘惑のガーター」』公演において、SDN48の3期生としてお披露目される[1][2]。フリーからAKS所属となる。
- 2012年3月31日、NHKホールにて開催された『SDN48 コンサート「NEXT ENCORE」 in NHKホール』をもってグループを卒業。同年8月20日、ドレスコード所属となる。
- 2019年8月1日、AKB48劇場で開催されたSDN48結成10年記念「誘惑のガーター」特別公演に出演。

## 人物
- 黒川智花、西田奈津美、西田を通じて知り合った松下唯[注 1]と仲がいい。
- 趣味は囲碁、妄想[3]。日本棋院の囲碁大使である[4]。

### AKB48グループ
- 大島優子をとくに自分の好きなメンバーとしている[3]。
- 野呂佳代の愛称である「ノンティー」の名付け親である[3]。
- AKB48時代には、初代チームAの実質的リーダーであった折井あゆみが公演前の円陣の掛け声役をしていたが、折井の卒業で不在となったため、その役目を高橋みなみに勧めたとされている[5][注 2]。
- AKB48卒業後、SDN48への加入を熱望していたことが秋元康のインタビューによって語られており[6]、2011年4月の3期生オーディションを経て加入することになった。

### 囲碁
『ヒカルの碁』の影響で始めた囲碁を得意とし、2014年度から2016年度まで『囲碁フォーカス』の司会を務めた。2014年12月に日本棋院の囲碁大使に任命される。囲碁イベントなどに多数参加し、『碁ワールド』誌2015年9月号から「囲碁大使戸島花のドリーム囲碁サロン」を連載。2015年勝負美人杯に出場し、3〜5級戦で全勝賞。2017年3月に『囲碁フォーカス』の歴代講師からの推薦で、初段の免状を取得する。囲碁の棋風は自身で「超心配性でとことん守るタイプ。でもそれではだめだと、最近（2015年）は、攻めの碁を勉強中です」と分析している。小松英樹も、戸島の碁を「慎重派」と分析した。日本棋院囲碁大使をつとめる。2024年には日本棋院から正式に三段の免状を授与された。

## SDN48・AKB48在籍時の参加曲

### シングルCD曲

#### AKB48時代
- 桜の花びらたち
- スカート、ひらり

### シングルCD選抜曲

#### AKB48時代
- 会いたかった
- ロマンス、イラネ

#### SDN48時代
- アバズレ - アンダーガールズB名義
- やりたがり屋さん - アンダーガールズチームG名義
- クリクリ - アンダーガールズA名義

### 劇場公演ユニット曲
チームA 1st Stage「PARTYが始まるよ」公演
- クラスメイト（1st UNIT）

 チームA 2nd Stage「会いたかった」公演
- 恋のPLAN

 チームA 3rd Stage「誰かのために」公演
- ライダー

 チームA 4th Stage「ただいま恋愛中」公演
- Faint

 ひまわり組 1st Stage「僕の太陽」公演
- 愛しさのdefense

 ひまわり組 2nd Stage「夢を死なせるわけにいかない」公演
- Bye Bye Bye

 SDN48 1st Stage「誘惑のガーター」公演
- 誘惑のガーター

## 出演

### 映画
- スリーデイボーイズ（2009年7月4日、FREAK ENTERTAINMENT）
- エクステ娘 劇場版（2014年2月15日、チャンスイン / モバコン） - 加藤玲子 役[13]

### テレビ番組
- 48minutes（2007年2月22日 - 25日、MUSIC ON! TV）
- 早碁!九路マッチ（2009年1月4日 - 3月、BS11）
- ボビー's スタジアム（2009年4月13日 - 2010年3月22日、テレビ埼玉）
- みんなで碁!GO HAPPY!!（2009年10月4日 - 2010年、囲碁・将棋チャンネル）
- 新春お好み囲碁対局（NHK Eテレ）
  - 「逆転必至のタッグマッチ! プロ・タレント夢の連碁戦」（2012年1月3日）
  - 「プロ・タレント混合!ドキドキ連碁戦」（2014年1月3日）
- 囲碁フォーカス（2014年4月 - 2017年3月、NHK Eテレ） - 司会
- 新春お好み囲碁対局（NHK Eテレ）
  - 「変則&ユニーク対局三番勝負」（2018年1月3日）
  - 「東西若手棋士・著名人混合ペア碁対決」（2019年1月3日） - 司会
- 新竜星戦（囲碁・将棋チャンネル） - 聞き手

### ラジオ
- AKB48の全力で聴かなきゃダメじゃん!!（2007年10月3日 - 2008年11月19日、スターデジオ） - 第1期パーソナリティー
- AKB48 今夜は帰らない…（2008年4月5日 - 11月22日、CBCラジオ） - 3代目パーソナリティー
- まだまだゴチャ・まぜっ!〜集まれヤンヤン〜（2009年4月18日 - 2010年4月3日、MBSラジオ） - ヤンヤンガールズ1期生

### CM
- ハナサク・プロジェクト AKB48篇（2008年、リクルート）
- フマキラー
  - 食品用アルコール除菌フードキーパー（2020年）
  - ゴキ・ダニまとめてジェット「奥さんへの想い篇」（2022年3月18日 - ） - 奥さん 役[14][15]

### 舞台
- MOZU啼く城（2009年6月24日 - 28日、俳優座劇場）
- 降臨 Fight（2011年4月7日・9日・10日、吉祥寺シアター） - ヒロイン・おりん 役（酒井瞳とのダブルキャスト）
- W・FOXXプロデュース「鬼切姫」〜第一章・志を継ぐもの〜（2012年6月6日 - 10日、渋谷区文化総合センター大和田 伝承ホール）
- CABARET ON THE SEA（2012年8月8日 - 15日、シアターグリーン BIG TREE THEATER） - 主演[注 4]
- ACTOR'S TRASH ASSH 第十七回本公演「世界は僕のCUBEで造られる」（2012年11月20日 - 26日、吉祥寺シアター）
- 絶対彼氏。（2013年3月16日 - 20日、シアター1010）
- ASSH-DX Vol.3「危機之介御免」（2013年4月11日・17日・20日、シアターグリーン BIG TREE THEATER）
- 萬屋錦之助一座「振袖大火〜吉原木遣り唄〜」（2014年1月4日 - 13日、シアターグリーン BIG TREE THEATER） - 主演・逢初 役
- タンバリンプロデューサーズ公演「恋する、プライオリティシート」（2014年4月16日 - 20日、吉祥寺シアター） - 主演
- PIRATES OF THE DESERT 2 〜アカツキ国の牢獄〜（2014年10月1日 - 5日、シアターグリーン） - MJ 役[16]
- ハーピーバースデー（2016年11月9日 - 11日・13日、アトリエファンファーレ高円寺） - 橋本先生 役（ダブルキャスト）
- 劇団TEAM-ODAC 第23回本公演「僕らのピンク スパイダー」（2017年3月9日 - 20日、紀伊國屋ホール） - 今井優子 役[17]
- レンタヒーロー（2018年1月17日 - 21日、六行会ホール） - レンタヒーロー・レンタヒロコ / ピアノ・ドレミー 役[18]
- 舞台「御子柴兄弟」（2021年6月16日 - 20日、萬劇場） - 山川優美 役[19]

### イベント
- どうも。初期メンの戸島花です。（2012年3月21日、AKB48 CAFE&SHOP AKIHABARA シアターエリア）

### インターネットテレビ
- MEN'S KNUCKLE カズアキの目指せ1000人斬り!（2010年6月20日 - 2011年11月、ニコニコ生放送）
- みんなでニコニコ囲碁サークル（2011年12月18日 - 、ニコニコ生放送）
- ヒカルの碁 鑑賞会（2015年12月16日 - 、ニコニコ生放送） -  アニメの配信後、劇中の棋譜解説のMCを担当
- チャンネルとじぱいふぃん（2016年9月28日 - 、ニコニコ生放送）

### パチスロ
- シンデレラブレイド3（2017年、カーネリア）

## ディスコグラフィ

### キャラクターソング
| 発売日        | 商品名                              | 歌                   | 楽曲       | 備考                                  |
| ------------- | ----------------------------------- | -------------------- | ---------- | ------------------------------------- |
| 2017年8月23日 | シンデレラブレイド3 Big Bonus Music | カーネリア（戸島花） | 「マイル」 | パチスロ『シンデレラブレイド3』関連曲 |